# 全球馬格尼茨基人權問責法
全球馬格尼茨基人權問責法（英語：The Global Magnitsky Human Rights Accountability Act），授權美國政府對違反人權及國外顯著腐敗人士實施制裁，例如禁止入境、凍結並禁止官員在美國的財產交易。該法案於2015年12月17日在美國參議院通過，有關法案的內容後來被附加於由美國參議院在2016年6月14日通過的2017年度国防授权法（National Defense Authorization Act for Fiscal Year 2017）（S.2943）中，2017年度國防授權法亦於2016年7月7日在眾議院通過，經過兩院整合法案後，於12月14日呈交給美國總統，由總統巴拉克·歐巴馬於2016年12月23日簽署成為法令。全球至少七國、歐盟通過類似法律，澳洲、法國、瑞典、荷蘭在審議相關立法，在台灣、日本的國會議員也在推動。

## 歷史
此法案命名來自紀念俄羅斯稅務會計舍爾蓋·馬格尼茨基，他因揭發俄羅斯政府腐敗，於2008年11月被俄羅斯執法機關拘捕。他被羈押在布提爾卡監獄，得不到人道對待，健康持續惡化，他於2009年11月16日由救護車轉移到莫斯科東北部的一座監獄，馬格尼茨基於同日在監獄內去世。馬格尼茨基的死引起俄羅斯國內外關注，俄羅斯總統梅德韋傑夫於2009年11月同意展開調查，雖然有20個監獄人員在12月被開除，只是將事件當作監獄環境仍需改善，卻沒有對涉及貪腐及與馬格尼茨基的死有關的高級官員究責。
馬格尼茨基當時任職於赫米蒂奇資產管理公司（Hermitage Capital），其首席執行官比爾·布勞德認為對馬格尼茨基之死需要負責的那些人在俄羅斯不可能受到懲罰，但他們當中很多人都很富有，而且經常到歐美國家旅遊，因此對他們實施制裁是有效的懲罰。為此他致力推動美國國會立法。美國眾議員戴夫·坎普於2012年7月19日在眾議院提交制裁違反人權、腐敗的俄羅斯官員的《馬格尼茨基法治問責法》（H.R.6156），該法案先後於11月6日及12月7日在眾議院及參議院通過，並於2012年12月14日由總統奧巴馬簽署生效。
範圍擴大到全球適用的《全球馬格尼茨基人權問責法》是由美國參議院外交委員會首席參議員本·卡登在2015年1月28日提出，卡登表示在2012年生效的《馬格尼茨基人權問責法》已取得成效：「已有數十人受處罰，其他一些國家也表示他們要和我們一起對違反人權者採取行動。我們看到人們的態度在改變，很多人的生命得到了挽救。」因此應將《馬格尼茨基人權問責法》擴大範圍至全球適用，卡登提交的法案版本（S.284）於2015年12月17日在參議院通過。卡登在參議院通過後發表了書面聲明：「人權與自由倡導者取得了一個重大勝利，我們朝著確保人權違反者為他們的迫害與腐敗行為付出代價而邁出了一步。」另一方面，眾議院議員克里斯·史密斯亦曾於2015年1月30日提交眾議院版本（H.R.624）。不過以上兩法案皆沒有完成後續的立法程序，全球馬格尼茨基人權問責法最後被整合到在2016年5月16日提交到參議院的2017年度國防授權法（S.2943）之中，於同年6月14日及7月7日分別在參議院和眾議院通過，11月30日整合兩院版本，眾議院於12月2日，參議院於12月8日，都通過法案的最終版本，於12月14日送交白宮，由總統奧巴馬在2016年12月23日簽署生效。

## 内容及運作
该法案将授权於总统，可以对任何非美国公民予以制裁，包括禁止入境、冻结相关个人（或者组织）的财产；但该项制裁不应涉及联合国总部、美国与联合国有协议的以及美国应该遵守的国际义务。其制裁的主要对象为：对非法处决、酷刑或严重侵犯人权事件负有责任的政府官员，以及妨碍那些为争取或促进人权的个人或组织的官员；包括上述官员的代理人，不分官阶高低，甚至包括非政府协力人员；有严重腐败或受贿行为的官员；为上述人员提供便利的或转移其非法收入的或提供其他技术支持的相关人员。
实施制裁与否的决策，可能主要由国务院、财政部共同做成。(1)具體執行機構是國務院下屬的民主人權和勞工局，该法授权負責民主、人权与劳工事务的助理国务卿，参酌国务院相關官员意见，向国务卿提出制裁对象的建议。(2)同時，法案還設置了防範總統不作為的另一條國會通道。國會也可以向总统提交名单，包括参议院银行及住房与都市委员会、外交委员会，以及众议院金融委员会和外交委员会。美國总统在研议制裁决定时，还可以审阅其他国家、非政府组织所提供的可靠消息。
依法，總統每年應向國會報告被實施制裁的外國人姓名、制裁類型以及原因。總統也可以在特定條件下終止制裁。
美國總統唐納德·川普2017年4月20日就此法落實情況，致信向國會報告。信中表示，川普政府「支持这项重要立法」，「致力坚定、彻底执法」，政府正搜寻应受制裁的个人和机构，各联邦机构将开展全面的跨部门审查行动，确保对人权侵犯者和腐败者进行追责「收集适用该法所必需的证据」。
美國CSCE美國歐洲安全與合作委會會，2018年5月發佈了《依據全球馬格尼茨基問責法 制裁侵害人權及竊國統治者 指南》。
可能發展
對於美國政府制裁名單的對象選擇，多位法律專家認為應更透明化、並建立申訴機制。例如，對於民間團體提出的建議名單，美國政府應說明，證據是如何判定，法律及標準為何。
民間參與
反商業腐敗專家Katya Lysova指出，自從美國通過此法案，一個全球約70個非政府組織的聯盟，一直致力於提供信息，希望引發美國政府進行調查並制裁。她提醒，企業家幫助收集信息的作用容易被遺漏，民間企業家往往有第一手經驗、強大動機來提供資訊，企業可以獲得當地嚴重腐敗行為的機密訊息，能幫助美國政府取得證據、啟動新的制裁。

## 其他國家立法
制裁範圍擴及全球的马格尼茨基法案版本，已至少有七國、歐盟，以及英國海外領地直布羅陀通過。
- 美国2016年12月將針對俄國版本擴至全球範圍。

- 爱沙尼亚2016年12月完成立法（1998離境義務與禁止入境法案，修正案）[19][20]。

- 英国2017年2月通過立法(原有「刑事財政法」進行馬格尼茨基修正案)[21]，專家認為新法對跨國企業也有影響[22]。2019年9月底，英國政府表示，將推動制訂英國版的全球馬格尼茨基法案。[23]

- 加拿大2017年10月一致通過《外國腐敗官員受害者正義法》。

- 立陶宛2017年11月16日一致通過立法[24]。

- 拉脫維亞2018年2月通過立法，是波羅的海三國最後一個立法的。[25]
- 直布羅陀（英國海外領地）[26]。
- 捷克2022年12月1日國會通過立法，2023年1月起實施，加入歐盟的制裁制度，制裁對象適用所有犯罪者，無論其國籍。[27]。

- 澳洲外長2021年8月承諾，政府年底前將推出類似美國法案的立法，制裁對象將包括違反人權、涉及貪腐和網路攻擊的外國官員[28]。同年12月1日，澳大利亚参议院一致通过澳洲版本的馬格尼茨基法案[29]。

- 欧盟2020年12月欧盟理事會通过《马格尼茨基法案》[30]。2019年12月9日，欧盟成员国外长在布鲁塞尔召开会议，一致通过启动欧盟版的马格尼茨基法的立法[31]。歐洲議會2019年3月14日通過壓倒性通過決議，敦促歐洲層級、以及全部28個成員國都制定類似問責法。提案敦促，歐盟與各成員國之間，交換分享被制裁的迫害者資料；而對於已經立法的成員國所發布的制裁名單，盼各成員國也拒發入境簽證。提案說明，包括國內刑事、國際刑事追訴嚴重侵害人權的行為，仍是歐盟努力的主要目標。[32][33]消息來源說，這項制裁機制，可能主要指向非洲、亞洲的嫌疑者。[34][35]

正審議考慮法案版本中
- 乌克兰國會2017年12月提出草案，可能成為第六個立法的國家。[36]

- 法國[6]

- 瑞典[6]

- 荷蘭[6]
- 摩爾多瓦國內版草案[37]

- 中華民國政府2017年證實，禁止三名迫害法輪功的中共官員入境台灣；立法院及近20個縣市議會2010年後陸續通過決議要求禁止嚴重迫害人權的中共官員入境，執政黨國會議員支持跟進美國制訂類似人權專法。人權活動家楊憲宏稱，政府高層人士支持台灣應該平行立法，最快在2018年立法院會期就會推出相關法案。[38]前總統府人權諮詢委員會副主委蘇友辰律師投書提議，修訂《入出國及移民法》。[39]立法院跨黨派國際人權促進會會長王定宇2020年11月表示，将仿效美国,推动台湾版的《马格尼茨基法》，并与各国国会连线關注香港等人權議題。[40]2021年11月，在立法院完成一讀交付委員會審查程序。[41]

討論中
- 丹麦[42]
- 澤西島（英國屬地）[43]
- 日本跨黨派國會議員「關於對中政策國會議員聯盟」（JPAC）聽證會，要求儘快制訂日本版《馬格尼茨基法案》，制裁違反人權、涉及香港及維族暴行的中共與香港官員。[44]日本首相岸田文雄在競選期間曾表達支持立法，2021年11月首相輔助官中谷元稱，應該討論制定該法[45]。
- 紐西蘭執政黨在野黨議員聯名書面呼籲政府推動立法[46]。

## 部分案例
美国國務院2017年1月，依2012年（對俄羅斯）版本法案，宣布制裁五名俄罗斯官員，包括俄罗斯执法体系中压制政策的执行者，國務院稱五人是「臭名昭著的人权侵犯者」，且都经过了全面的调查。
2017年1月，中國維權人士成立中國人權問責中心。7月，追查迫害法輪功國際組織提交了迫害法輪功的人員名單；9月台灣法輪功人權律師團向國務院、國會CECC提交包括前中共中央總書記江澤民、前中共中央政法委書記羅幹等40名被控告的中共官員名單。9月，23個組織包括自由之家、人權觀察、記者無國界以及歐洲的團體，联合向川普政府提交包括阿塞拜疆、巴林、中華人民共和國、剛果民主共和國、埃及、埃塞俄比亞、利比里亞、墨西哥、巴拿馬、俄羅斯、沙烏地阿拉伯、塔吉克斯坦、烏克蘭、烏茲別克斯坦和越南等15國共17人制裁名单，包括中共公安部副部长傅政华、北京公安局副局长陶晶在内。
2017年12月21日，美國政府第一次宣布執行制裁13名嚴重侵害人權與貪瀆之外籍官員，另有39名與這13人相關之人士或實體，也遭到制裁。美國總統川普表示，名列黑名單的制裁對象侵犯人權與貪腐情事的嚴重性，已達危及國際政治與經濟制度之穩定的程度。名單包括，涉嫌迫害維權人士致死的中國北京公安朝陽分局長高岩、巴基斯坦專門從事腎移植的外科醫生穆赫塔·哈米德·沙阿（Mukhtar Hamid Shah）、被控血腥鎮壓少數民族羅興亞族穆斯林的緬甸若開邦軍事將領蒙穆梭（Maung Maung Soe）、前甘比亞總統葉海亞·賈梅、國際億萬富商丹·格特勒（Dan Gertler）、尼加拉瓜最高選舉委員會主席羅伯托·何塞里瓦斯雷耶斯（Roberto Jose Rivas Reyes）、泰南蘇丹建築有限公司總裁本傑明·博爾梅爾（Benjamin Bol Mel）、巴爾幹地區最大武器經銷商Slobodan Tesic、南蘇丹前陸軍參謀長阿旺（Paul Malong Awan），國防副部長閏古(Malek Reuben Riak Rengu)和信息及廣播部長盧斯(Michael Makuei Lueth)等人。盧斯被指控利用該國廣播煽動種族暴力，計劃襲擊聯合國維和部隊。3人在今年9月已受到美國財政部制裁。19名委內瑞拉貪官，總統尼古拉斯·马杜罗、副總統及一些內閣部長，還有前總統的兩個兄弟等，都在被制裁之列。30名俄羅斯腐敗官員，都被指控參與了馬格尼茨基一案。包括全面負責該案的稅務官員，如內政部的洛古諾夫（Oleg Logunov）中將及其下屬維諾格拉多娃（Natalya Vinogradova），後者被指控干預、拒絕馬格尼茨基就醫。英國2017年制訂了自己版本的法案。2018年5月，國會議員和活動家呼籲保守黨政府，充分利用美國領導的馬格尼茨基法案。一名前部長建議，英國應提出自己一份「美國名單」，「鑒於英美之間廣泛的情報及安全合作，如果（英方）不盡快提出自己的制裁，將相當奇怪。」。
2020年7月9日，美国财政部外国资产管制办公室以严重侵犯新疆少数民族人权为由，根據「全球馬格尼茨基人權問責法」，对新疆党委书记陈全国、前新疆政法委书记朱海仑、新疆公安厅厅长王明山、前新疆公安厅党委书记霍留军以及新疆公安厅进行制裁。

## 影響与评价
「公民力量」创办人杨建利对《公民议报》表示：“全球马格尼茨基法案将为未来川普政府和新一届国会提供一个全新的法律框架，用来制裁和惩罚世界各国的人权施暴者，保障和支持国际人权法律的实施。”「人道中国」组织负责人周锋锁表示，此法案将可警惕中国官员，因為许多中国官员的家屬在美国，官員须考慮行惡的结果；且未来也可能有一个针对中国的法案。
人权观察组织华盛顿办事处主任莎拉·马贡在美國國會聽證會作证時表示，她对既有的「美中对话」處理中國人權問題的效果表示怀疑，並认为此法案将会是因應中國人權問題的一个有效工具，「表面上看，既然中国领导人（習近平）也致力于铲除腐败，他也应该欢迎这样的做法」。她说：「最近的美中对话提到了人权问题，但问题是，我们只看到提出问题，并没有后续。而且经常不是在公开场合提及。我也认为，如果能够得以执行，全球马格尼茨基法案将是一个非常有效的工具。表面上看，既然中国领导人也致力于铲除腐败，他也应该欢迎这样的做法。」人權觀察幹部表示，這法案使美國能夠更輕鬆地以明智而有針對性的方式追究惡名昭彰的迫害者，而不會因此中斷較大的雙邊交往。
挪威赫爾辛基委員會，讚賞美國通過法案，為世界各地眾多受害者帶來正義希望，並預示著打擊「嚴重侵犯人權的有罪不罰」現象的新時代。俄羅斯民主派人士2018年5月向CNN表示，克里姆林宮認為此法案是最大的威脅，這些限制是可怕的，他發表文章，稱讚此法案對俄羅斯有益，是長期以來「西方所採取的最親俄的行動」。
香港蘋果日報社論表示，問責法將成為捍衞人權的重要工具。美國2017年12月發佈制裁名單，納入中共官員，「這不只是近期批評中國聲浪中的最高音，更對中國、香港侵犯人權的官員、警察發出嚴厲警告，其震懾作用遠高於年度人權報告的譴責。」 「在首批懲罰名單中納入中國官員，所形成的震懾力將漸漸呈現，並且帶動更多國家制訂、實施同類法例」。
中華人民共和國外交部發言人赵立坚表示︰「我们坚决反对任何国家打着所谓‘自由’‘民主’‘人权’等旗号，干涉他国内政、实施单边制裁，或拉帮结伙对他国施压霸凌。」中華人民共和國外交部於2021年12月發表《美国民主情况報告書》，批評該法案，指美國「滥用金融霸权和技术优势」，使用国内法來對其他國家進行「长臂管辖」，是「单边霸凌行径」。
北京理工大学法学院教授肖君拥在光明日报上刊文批評法案，指其源自美國的「長臂管轄」。又認為「一些道德优越感强的国家」將其作爲「政治工具对其他国家进行人权审判」。

## 外部連結
- 美國聯邦參議院草案（页面存档备份，存于）（英文）、法案全文（页面存档备份，存于）（英文）、法案中譯全文（页面存档备份，存于）
- 法案進度（页面存档备份，存于）（英文）
- 美國眾議院2015年4月法案聽證會（页面存档备份，存于）（英文）

- 《依據全球馬格尼茨基問責法 制裁侵害人權及竊國統治者 指南》-美國歐洲安全與合作委會會（页面存档备份，存于）

- 全球馬格尼茨基問責法(Global Magnitsky Justice Campaign)民間推動者比尔·布劳德 Bill Browder（页面存档备份，存于）